# Příslovce
Příslovce (adverbium) je neohebný slovní druh, který vyjadřuje bližší okolnosti dějů a vlastností. V češtině se mezi slovními druhy řadí na šesté místo. Nejčastěji má ve větě funkci příslovečného určení, které je závislé na přísudku:
Babička seděla vzpřímeně na svém oblíbeném křesle. (podmět = přísudek + př. urč. způsobu + př. urč. místa + přívlastek)
Může být také sponou přísudku (je mu smutno) nebo přívlastkem neshodným (kotoul letmo).
Příslovce je nejčastěji odvozováno od přídavných jmen (malý – málo, rychlý – rychle, častý – často). Mnoho z příslovcí jsou ustrnulé tvary nebo původní spřežky.

## Druhy
- Příslovce, odvozená od přídavných jmen, respektive již příslovečná určení:
  - Příslovečné určení času – vyjadřuje čas, ve kterém probíhá děj. Odpovídá na otázky kdy?, dokdy?, odkdy? apod.
    - ráno, večer, dnes, zítra, teď.

  - Příslovečné určení místa – vyjadřuje místo, ve kterém probíhá děj. Odpovídá na otázky kde?, kam?, odkud? apod.:
    - nahoře, nahoru, shora.

  - Příslovce způsobu – vyjadřuje způsob, kterým děj probíhá. Odpovídá na otázku jak?:
    - špatně, dobře, pomalu.

  - Příslovečné určení příčiny (důvodu) – vyjadřuje příčinu (důvod), kvůli které děj probíhá. Odpovídá na otázku proč?:
    - úmyslně, náhodou.

  - Příslovečné určení míry – vyjadřuje míru, ve které děj probíhá. Odpovídá na otázky jak mnoho?, jak málo? apod.
    - málo, hodně, velmi, úplně.
- Zájmenná příslovce, která pouze naznačují okolnost situace (mají k první skupině vztah jako zájmena ke jménům):
  - ukazovací – zde, tam, tudy,
  - tázací – kde, kam, kudy,
  - vztažná – jak, proč,
  - neurčitá – někde, někam, někdy,

## Stupňování v češtině
Většinu příslovcí odvozených od přídavných jmen lze stupňovat podobně jako přídavná jména. Zájmenná příslovce se nestupňují.
- První stupeň (pozitiv) – je základní tvar příslovce.
  - Koncovky se nejčastěji tvoří z přípon přídavných jmen (-ský → -sky, zký → -zky, -ký → -ce, -cký → -cky, -ý → -ě, -ý → -e).
    - jemný → jemně, řídký → řídce
- Druhý stupeň (komparativ) – přípona se tvoří z prvního stupně.
  - Přidávají se zde přípony -štěji, -čeji, -čtěji, -ěji a -eji.
    - jemně → jemněji, řídce → řidčeji
- Třetí stupeň (superlativ) – přípona se tvoří tak, že před příslovce ve druhém stupni přidáme předponu nej-.
  - jemněji → nejjemněji, řidčeji → nejřidčeji

### Stupňování nepravidelných příslovcí v češtině
Existují také nepravidelná příslovce, jejichž stupňování se neřídí žádným pravidlem.
- dobře → lépe → nejlépe, špatně → hůře → nejhůře, málo → méně → nejméně, hodně → více → nejvíce, snadno → snáze → nejsnáze